# Enjil
Enjil (franska: Enjil (CR), Enjil (Commune Rurale), arabiska: مركز الزراردة) är en kommun i Marocko.   Den ligger i provinsen Boulemane och regionen Fès-Meknès, i den nordöstra delen av landet, 230 km öster om huvudstaden Rabat. Antalet invånare är 8 164.